# Edward Frederick Kelaart
Edward Frederick (ou Eduard Fredric) Kelaart est un médecin, un zoologiste et un botaniste britannique, né le 21 novembre 1819 à Ceylan et mort le 31 août 1860 en mer alors qu’il regagnait la Grande-Bretagne.

## Biographie
Ce médecin militaire consacre son temps libre à la botanique et à la zoologie. Il est notamment l’auteur de Flora Calpensis (1846), où il étudie la flore de Gibraltar et Prodromus Faunæ Zeylanicæ ; being Contributions to the Zoology of Ceylon (1853), où il étudie les vertébrés de Ceylan. Plusieurs muséums britanniques possèdent ses illustrations originales. Certaines de ses observations sont publiées dans Acantho fiat Justitia; or, an illustration of botanical knowledge in Ceylon (Correspondence on the Acanthus Mollis from the Ceylon papers) (Colombo, 1859). Cuthbert Collingwood (1748-1810) étudie les planaires qu'il a collecté.

## Publications
- Introductory Report on the natural history of the Pearl Oyster of Ceylon (1857).
- Contributions to Marine Zoology; being descriptions of Ceylon Nudibranchiate Molluscs, Sea Anemones and Entozoa (Colombo, 1859).